# Arnold Frederick Holleman
Arnold Frederik Holleman (Oisterwijk, 1859 – Bloemendaal, 1953) è stato un chimico olandese.

## Biografia
Insegnante a Groninga e Amsterdam, a lui dobbiamo pregevoli ricerche di chimica organica (cloro, anelli benzenici) e un completo trattato di chimica inorganica, tradotto anche in italiano.